# Liste der Olympiasieger im Basketball/Medaillengewinnerinnen
Diese Liste ist Teil der Liste der Olympiasieger im Basketball. Sie listet alle Sieger, zweit- und drittplatzierten Mannschaften mit dem vollständigen Kader der bisherigen olympischen Basketballturniere der Frauen auf.

## Mannschaft
| Olympia | Gold | Silber | Bronze |
| ------- | --- | --- | --- |
| 1976    | SowjetunionAngele Rupschene Tatjana Sacharowa-Nadyrowa Rayssa Kurwjakowa Olga Baryschewa-Korosteljowa Tatjana Owetschkina Nadeschda Schuwajewa-Olchowa Uļjana Semjonova Nadeschda Sacharowa Nelli Ferjabnikowa Olga Sucharnowa Tamāra Dauniene Natalija Klymowa | Vereinigte StaatenCindy Brogdon Susan Rojcewicz Ann Meyers Lusia Harris Nancy Dunkle Charlotte Lewis Nancy Lieberman Gail Marquis Patricia Roberts Patricia Head Mary Anne O’Connor Juliene Simpson                                        | BulgarienNadka Goltschewa Penka Metodiewa Petkana Makaweewa Sneschana Michajlowa Krassimira Gjurowa Krassimira Bogdanowa Todorka Jordanowa Diana Dilowa Margarita Schtarkelowa Marita Stojanowa Girgi Skerlatowa Penka Stojanowa |
| 1980    | SowjetunionAngelė Rupšienė Ljubow Scharmai Vida Beselienė Olga Korosteljowa Tatjana Owetschkina Nadeschda Schuwajewa-Olchowa Uļjana Semjonova Ljudmila Rogoschina Nelli Ferjabnikowa Olga Sucharnowa Tatjana Sacharowa-Nadyrowa Tatjana Iwinskaja               | BulgarienNadka Goltschewa Penka Metodiewa Petkana Makaweewa Sneschana Michajlowa Wanja Dermendjewa Krassimira Bogdanowa Angelina Michajlowa Diana Dilowa-Brajnowa Ewladja Slawtschewa Kostadinka Radkowa Silwija Germanowa Penka Stojanowa | JugoslawienVera Đurašković Mersada Bećirspahić Jelica Komnenović Mira Bjedov Vukica Mitić Sanja Ožegović Sofija Pekić Marija Tonković Zorica Đurković Vesna Despotović Biljana Majstorović Jasmina Perazić                       |
| 1984    | Vereinigte StaatenTeresa Edwards Lea Henry Lynette Woodard Janice Lawrence Anne Donovan Cathy Boswell Cindy Noble Kim Mulkey Cheryl Miller Denise Curry Pamela McGee Carol Menken-Schaudt                                                                       | SüdkoreaChoi Aei-young Kim Eun-sook Lee Hyung-sook Jeang Myung-hee Choi Kyung-hee Lee Mi-ja Kim Hwa-soon Kim Young-hee Moon Kyung-ja Sung Jung-a Park Chan-sook                                                                            | ChinaChen Yuefang Li Xiaoqin Ba Yan Song Xiaobo Zheng Haixia Qiu Chen Wang Jun Xiu Lijuan Cong Xuedi Zhang Hui Liu Qing Zhang Yueqin                                                                                             |
| 1988    | Vereinigte StaatenTeresa Weatherspoon Suzie McConnell Bridgette Gordon Katrina McClain Andrea Lloyd Mary Ethridge Victoria Bullett Jennifer Gillom Teresa Edwards Anne Donovan Cynthia Cooper Cynthia Brown                                                     | JugoslawienStojna Vangelovska Eleonora Wild Danira Nakić Žana Lelas Razija Mujanović Bojana Milošević Mara Lakić Vesna Bajkuša Sladjana Golić Kornelija Kvesić Anđelija Arbutina Polona Dornik                                             | SowjetunionOlesja Barel Olga Burjakina Irina Gerliz Halina Sawizkaja Olga Jewkowa Natalja Sassulskaja Irina Minch Irina Sumnikowa Alexandra Leonowa Vitalija Tuomaitė Jelena Chudaschowa Olga Jakowlewa                          |
| 1992    | Vereintes TeamJelena Baranowa Elen Bunatjanz Jelena Chudaschowa Irina Gerliz Irina Minch Natalja Sassulskaja Olena Schyrko Alena Schwajbowitsch Irina Sumnikowa Maryna Tkatschenko Jelena Tornikidu Svetlana Sabolujewa                                         | ChinaCong Xuedi He Jun Li Dongmei Li Xin Liu Jun Liu Qing Peng Ping Wang Fang Zhan Shuping Zheng Dongmei Zheng Haixia | Vereinigte StaatenTeresa Edwards Daedra Charles Clarissa Davis Tammy Jackson Teresa Weatherspoon Vickie Orr Vicky Bullett Carolyn Jones Katrina McClain Medina Dixon Cynthia Cooper Suzie McConnell                              |
| 1996    | Vereinigte StaatenJennifer Azzi Ruthie Bolton Teresa Edwards Venus Lacey Nikki McCray Lisa Leslie Rebecca Lobo Katrina McClain Carla McGhee Dawn Staley Kathryn Steding Sheryl Swoopes                                                                          | BrasilienRoseli Gustavo Marta De Sooza Sobral Silvia Luz Cintia Santos Claudia Maria Pastor Alessandra Santos de Oliveira Hortência Marcari Adriana Santos Maria Angelica Janeth Arcain Maria Paula Silva Leila Sobral                     | AustralienRobyn Maher Rachael Sporn Michele Timms Michelle Brogan Carla Boyd Trisha Fallon Allison Cook Sandy Brondello Michelle Chandler Fiona Robinson Shelley Sandie                                                          |
| 2000    | Vereinigte StaatenTeresa Edwards Sheryl Swoopes Lisa Leslie Yolanda Griffith Nikki McCray Dawn Staley Ruthie Bolton-Hotifield Delisha Milton Chamique Holdsclaw Kara Wolters Natalie Williams Katie Smith                                                       | AustralienSandy Brondello Kristi Harrower Lauren Jackson Carla Boyd Jenny Whittle Joanne Hill Annie La Fleur Michele Timms Shelley Sandie Trisha Fallon Rachael Sporn Michelle Brogan-Griffiths                                            | BrasilienClaudia Neves Adriana Santos Janeth Arcain Alessandra Santos de Oliveira Cintia Santos Helene Luz Adriana Moisés Pinto Lilia Cristina Gonzalves Ilisaine David Marta Sobral Silvia Luz Kelly Santos                     |
| 2004    | Vereinigte StaatenSue Bird Swin Cash Tamika Catchings Yolanda Griffith Shannon Johnson Lisa Leslie Ruth Riley Katie Smith Dawn Staley Sheryl Swoopes Diana Taurasi Tina Thompson                                                                                | AustralienSuzy Batkovic Sandy Brondello Trisha Fallon Kristi Harrower Lauren Jackson Natalie Porter Alicia Poto Belinda Snell Rachael Sporn Laura Summerton Penny Taylor Allison Tranquilli                                                | RusslandAnna Archipowa Olga Arteschina Jelena Baranowa Diana Gustilina Maria Kalmykowa Jelena Karpowa Ilona Korstin Irina Ossipowa Oxana Rachmatulina Tatjana Schtschogolewa Marija Stepanowa Natalja Wodopjanowa                |
| 2008    | Vereinigte StaatenSeimone Augustus Sue Bird Tamika Catchings Sylvia Fowles Kara Lawson Lisa Leslie DeLisha Milton-Jones Candace Parker Cappie Pondexter Katie Smith Diana Taurasi Tina Thompson                                                                 | AustralienSuzy Batkovic Tully Bevilaqua Rohanee Cox Hollie Grima Kristi Harrower Lauren Jackson Erin Phillips Emma Randall Jennifer Screen Belinda Snell Laura Summerton Penny Taylor                                                      | RusslandSwetlana Abrossimowa Rebecca Hammon Marina Karpunina Ilona Korstin Marina Kusina Jekaterina Lissina Irina Ossipowa Oxana Rachmatulina Tatjana Schtschegolewa Irina Sokolowskaja Marija Stepanowa Natalja Wodopjanowa     |
| 2012    | Vereinigte StaatenSeimone Augustus Sue Bird Swin Cash Tamika Catchings Tina Charles Sylvia Fowles Asjha Jones Angel McCoughtry Maya Moore Candace Parker Diana Taurasi Lindsay Whalen                                                                           | FrankreichClémence Beikes Jennifer Digbeu Céline Dumerc Élodie Godin Émilie Gomis Sandrine Gruda Marion Laborde Edwige Lawson-Wade Florence Lepron Endéné Miyem Emmeline Ndongue Isabelle Yacoubou                                         | AustralienSuzy Batkovic Abby Bishop Liz Cambage Kristi Harrower Lauren Jackson Rachel Jarry Kathleen MacLeod Jenna O’Hea Samantha Richards Jennifer Screen Belinda Snell Laura Summerton                                         |
| 2016    | Vereinigte StaatenLindsay Whalen Sue Bird Angel McCoughtry Diana Taurasi Seimone Augustus Maya Moore Breanna Stewart Tamika Catchings Elena Delle Donne Sylvia Fowles Tina Charles Brittney Griner                                                              | SpanienLeticia Romero Laura Nicholls Silvia Domínguez Alba Torrens Laia Palau Marta Xargay Leonor Rodríguez Lucila Pascua Anna Cruz Laura Quevedo Laura Gil Astou Ndour                                                                    | SerbienTamara Radočaj Sonja Petrović Saša Čađo Sara Krnjić Nevena Jovanović Jelena Milovanović Dajana Butulija Aleksandra Crvendakić Dragana Stanković Milica Dabović Ana Dabović Danielle Page                                  |
| 2020    | Vereinigte StaatenAriel Atkins Sue Bird Tina Charles Napheesa Collier Skylar Diggins-Smith Sylvia Fowles Chelsea Gray Brittney Griner Jewell Loyd Breanna Stewart Diana Taurasi A’ja Wilson                                                                     | JapanHimawari Akaho Saki Hayashi Rui Machida Evelyn Mawuli Saori Miyazaki Yuki Miyazawa Naho Miyoshi Nako Motohashi Moeko Nagaoka Monica Okoye Maki Takada Nanaka Todo                                                                     | FrankreichAlexia Chartereau Héléna Ciak Alix Duchet Marine Fauthoux Sandrine Gruda Marine Johannès Sarah Michel Endéné Miyem Iliana Rupert Diandra Tchatchouang Valériane Vukosavljević Gabrielle Williams                       |
| 2024    | Vereinigte StaatenNapheesa Collier Kahleah Copper Chelsea Gray Brittney Griner Sabrina Ionescu Jewell Loyd Kelsey Plum Breanna Stewart Diana Taurasi Alyssa Thomas A’ja Wilson Jackie Young                                                                     | FrankreichValériane Ayayi Marième Badiane Romane Bernies Alexia Chery Marine Fauthoux Marine Johannès Leïla Lacan Dominique Malonga Sarah Michel Iliana Rupert Janelle Salaün Gabby Williams                                               | AustralienAmy Atwell Isobel Borlase Cayla George Lauren Jackson Tess Madgen Ezi Magbegor Jade Melbourne Alanna Smith Stephanie Talbot Marianna Tolo Kristy Wallace Sami Whitcomb                                                 |

## 3×3
| Olympia | Gold                                                                       | Silber                                                                  | Bronze                                                                      |
| ------- | -------------------------------------------------------------------------- | ----------------------------------------------------------------------- | --------------------------------------------------------------------------- |
| 2020    | Vereinigte StaatenStefanie Dolson Allisha Gray Kelsey Plum Jackie Young    | ROCOlga Frolkina Julija Kosik Anastassija Logunowa Marija Tscherepanowa | ChinaWan Jiyuan Wang Lili Yang Shuyu Zhang Zhiting                          |
| 2024    | DeutschlandSvenja Brunckhorst Sonja Greinacher Elisa Mevius Marie Reichert | SpanienSandra Ygueravide Vega Gimeno Juana Camilión Gracia Alonso       | Vereinigte StaatenCierra Burdick Dearica Hamby Rhyne Howard Hailey Van Lith |